# 洛耶特
洛耶特（法語：Loyettes，法語發音：[lɔjɛt]）是法国东部安省的一个市镇，属于贝莱区。

## 地理
洛耶特（45°46'27"N, 5°12'11"E）面积21.28 平方千米，位于法国奥弗涅-罗讷-阿尔卑斯大区安省，该省份为法国东部省份，北起汝拉省，西北接索恩-卢瓦尔省，西接罗讷省和里昂大都会，南至伊泽尔省，东与萨瓦省、上萨瓦省和瑞士接壤。
与洛耶特接壤的市镇（或旧市镇、城区）包括：圣让德尼奥斯特、圣莫里斯德古尔当、圣维尔巴、昂通、沙瓦诺兹、圣罗曼-德雅利奥纳斯、韦尔纳。

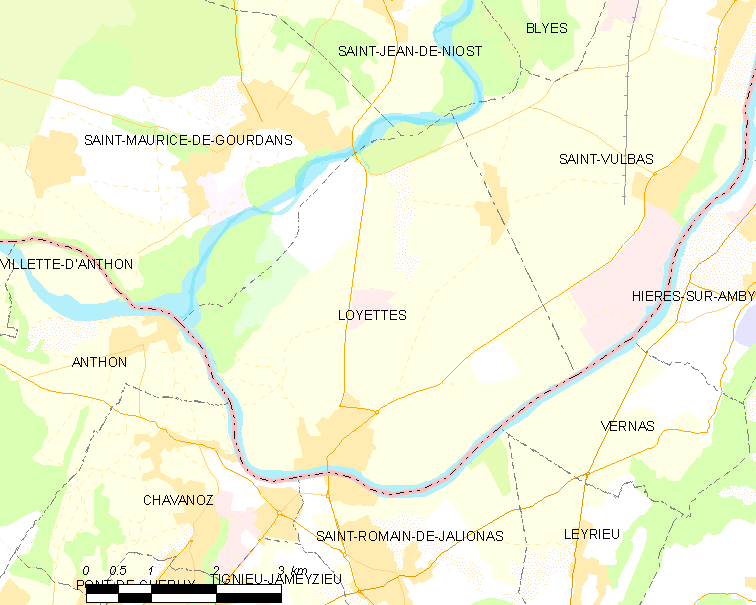
洛耶特的OSM定位图

洛耶特的时区为UTC+01:00、UTC+02:00（夏令时）。

## 行政
洛耶特的邮政编码为01360，INSEE市镇编码为01224。

## 政治
洛耶特所属的省级选区为拉尼约县。

## 人口

1962-2008年间洛耶特人口变化图示

洛耶特于2022年1月1日时的人口数量为3468人。